# Банза, Симон
Симо́н Бокоте́ Банза́ (фр. Simon Bokoté Banza; род. 13 августа 1996, Франция) — конголезский футболист, нападающий клуба «Трабзонспор», арендованный из «Браги» и сборной ДР Конго.

## Клубная карьера
Банза — воспитанник клубов «Шантийи», «Льевин» и «Ланс». 24 ноября 2015 года в матче против «Ньора» он дебютировал в Лиге 2 в составе последнего. 6 мая 2016 года в поединке против «Бурк-ан-Брес — Перонна» Симон забил свой первый гол за «Ланс». В 2017 и 2018 годах он на правах аренды выступал за «Безье» и люксембургский «Юнион Титус Петанж». По окончании аренды игрок вернулся в «Ланс». В 2020 году Банза помог команде выйти в элиту. 23 августа в матче против «Ниццы» он дебютировал в Лиге 1.
В 2021 году Банза на правах аренды перешёл в португальский «Фамаликан». 12 сентября в матче против «Морейренсе» он дебютировал Сангриш лиге. В этом же поединке Симон седлал «дубль», забив свои первые голы за «Фамаликан».
Летом 2022 года Банза перешёл в «Брагу». Сумма трансфера составила 5 млн евро. 7 августа в матче против лиссабонского «Спортинга» он дебютировал за новый клуб. В этом же поединке Симон забил свой первый гол за «Брагу». В матчах розыгрыша Лиги Европы 2023/2024 против азербайджанского «Карабаха» он забил по мячу.
13 сентября 2024 года «Трабзонспор» подписал годичный контракт аренды с Банза из «Браги».

## Международная карьера
13 октября 2023 года в товарищеском матче против сборной Новой Зеландии Банза дебютировал за сборную Демократической Республики Конго.
В 2024 году Банза принял участие в Кубке Африки 2023 в Кот-д’Ивуаре. На турнире он сыграл в матчах против сборных Замбии, сборных Египта, сборных Гвинеи, сборных Кот-д’Ивуара и ЮАР.